# NGC 486
NGC 486 é uma galáxia elíptica na direção da constelação de Pisces. O objeto foi descoberto pelo astrônomo William Parsons em 1850, usando um telescópio refletor com abertura de 72 polegadas. 